# 48年
| 千纪： | 1千纪                                                                                |
| 世纪： | 前1世纪 \| 1世纪 \| 2世纪                                                            |
| 年代： | 10年代 \| 20年代 \| 30年代 \| 40年代 \| 50年代 \| 60年代 \| 70年代                   |
| 年份： | 43年 \| 44年 \| 45年 \| 46年 \| 47年 \| 48年 \| 49年 \| 50年 \| 51年 \| 52年 \| 53年 |
| 纪年： | 东汉建武二十四年                                                                     |

## 大事记
- 匈奴
  - 匈奴分裂，日逐王比在南方內蒙古一帶建立的匈奴政權，相對於北匈奴，被稱為南匈奴，與殘留在北方蒙古高原的北匈奴蒲奴單于分立。

- 罗马帝国
  - 克勞狄一世之妻瓦萊里婭·梅薩利娜因行为放荡不羁被杀。
  - 高盧貴族獲得羅馬公民權。

- 朝鲜半岛
  - 高句丽闵中王卒，大武神王之子解忧为王，称“慕本王”。

## 各国领袖

### 非洲
- 库施
  - 国王：Amanitaraqide（40年－50年）

### 亚洲
- 中国
  - 东汉：
    - 皇帝：汉光武帝（25年－57年）
- 朝鲜
  - 百济：
    - 国王：多娄王（28年－77年）

  - 高句丽：
    - 国王：
      1. 闵中王（44年－48年）
      2. 慕本王（48年－53年）

  - 新罗：
    - 国王：儒理尼师今（24年－57年）
- 贵霜帝国
  - 国王：丘就却（30年－80年）

### 欧洲
- 高加索伊比里亚
  - 国王：米尔达特一世（30年－50年）
- 罗马帝国
  - 皇帝：克劳狄一世（41年－54年）

### 中东
- 科马吉尼
  - 国王：Antiochus IV（41年－72年）
- 奈巴提亚
  - 国王：Malichus II（40年－70年）
- 奥斯若恩
  - 国王：Abgar V（13年－50年）
- 安息
  - 国王：戈塔尔泽斯二世（38年－51年）

## 逝世
- 閔中王（？－48年），高句麗第4代君主。